# IOS 7
iOS 7 er Apples syvende version af deres mobile operativsystem under navnet iOS. iOS 7's nye design af grænsefladeelementerne blev ledet af Jony Ive, Apple's Senior Vice President of Design.
iOS 7 er lavet til at matche den nye iPhone 5c (klassisk 32bit ARM-processor) og kommende iPhone 5s (A7 64-bit ARMv8-A-processor).
Den nye iOS opdatering gjorde at alle apps også blev nødt til at opdatere sit design til noget der passede iOS 7.
Den nyeste version er iOS 7.1 som har fået CarPlay.